# مهاداي داس
كانت مهاداي داس شاعرة غيانية. ولدت داس عام ١٩٥٤ في اكليس، دميرارا الضفة الشرقية في دولة غيانا. بدأت كتابة الشعر منذ أيامها الدراسية المبكرة في مدرسة الأساقفة الثانوية في مدينة جورج تاون. حصلت على درجتها العلمية الأولى من جامعة غيانا، ثم حصلت على البكالوريوس في الفلسفة من جامعة كولومبيا، نيويورك. ثم بدأت مشوار الحصول على الدكتوراه من جامعة شيكاغو. أصيبت داس بمرض شديد منعها من استكمال برنامج الدكتوراه.

## خلفية
كانت داس راقصة وممثلة ومعلمة وملكة جمال (ملكة جمال ديوالي، ١٩٧٠)، كما تطوعت للانضمام للخدمة الوطنية الغيانية عام ١٩٧٦ وكانت جزءًا من البعثة المروجة لأشكال فن «القلي» في الوقت الذي استبعدت فيه الثقافة الهندية-الغيانية عمليًا من الحياة الوطنية. كانت داس من أوائل النساء ذوات الأصل الهندي-الكاريبي التي حصلن على فرصة لنشر أعمالهن. ترتبط أعمالها الشعرية صراحة بالهوية العرقية، وهو ما يميزها عن زميلاتها من الشاعرات الهنديات-الكاريبيات. تناولت بعض أعمالها كذلك ظروف العمل في الجزر الكاريبية. أُدرِجت قصيدة داس ورقة شجر في أذنه في مقال «١٠ كاتبات كاريبيات عليك معرفتهن». نشرت داس آخر أعمالها الشعرية بعنوان «عظام» في عام ١٩٨٨ عن طريق دار نشر بيبال بريس في لندن.
واجهت دولة غيانا مشاكل اجتماعية وسياسية كثيرة بسبب الفساد الحكومي والقوانين غير المنصفة. حاولت داس إيجاد طرق لمعالجة هذه المشاكل وانضمت لتحالف العمال، والذي يهدف لإيجاد حلول للمشاكل السياسية والاجتماعية التي تواجهها غيانا يوميًا.

## الوفاة
توفيت داس في الثالث من أبريل عام ٢٠٠٣ في باربادوس نتيجة مضاعفات السكتة القلبية التي أصابتها قبل وفاتها بعشرة أيام.

## الموضوعات
تتكرر بعض الموضوعات في الكثير من كتابات داس، مثل ظروف العمل المتواضعة والظالمة التي يعاني منها الكاريبيون طوال حياتهم. كما تكرر موضوع الاعتزاز بالهوية العرقية وعدم التأثر سلبيًا بالأوروبيين في الخارج. لا تتكرر هذه الموضوعات في شعر داس وكتاباتها فحسب، بل هي سمة أساسية في أعمال أغلب المؤلفين الكاريبيين.
- عظام (دار نشر Peepal Tree Press Ltd، ١٩٨٨)
- ورقة شجر في أذنه: أشعار مختارة (دار نشر Peepal Tree Press Ltd، ٢٠١٠)

أُدرِج العديد من أشعار داس في كتاب هاينمان للشعر الكاريبي (هاينمان، ١٩٩٢)